# José Escalera del Real
José María Escalera del Real (La Roda de Andalucía, 1910 - Barcelona, 2005) fue un periodista y escritor español.

## Biografía
Nacido en la localidad sevillana de La Roda de Andalucía en 1910, fue abogado de profesión aunque también se dedicó al periodismo. Militante de Falange, durante la Guerra civil apoyó a las Fuerzas sublevadas y colaboró con publicaciones falangistas. En Córdoba llegó a dirigir el diario Azul, órgano provincial de FET y de las JONS. La Delegación Nacional de Prensa y Propaganda lo designó con la misión de reestructurar Azul en una nueva publicación. Sería el primer director del diario Córdoba, en julio de 1941, aunque sería por breve tiempo —debido a los conflictos que mantenía con el gobernador civil, Rogelio Vignote—. Falleció en Barcelona en 2005.

## Obras
- —— (1939). Banderas victoriosas. Falangistas y requetés en los frentes de Andalucía. Sevilla.[5]